# Hal Connolly

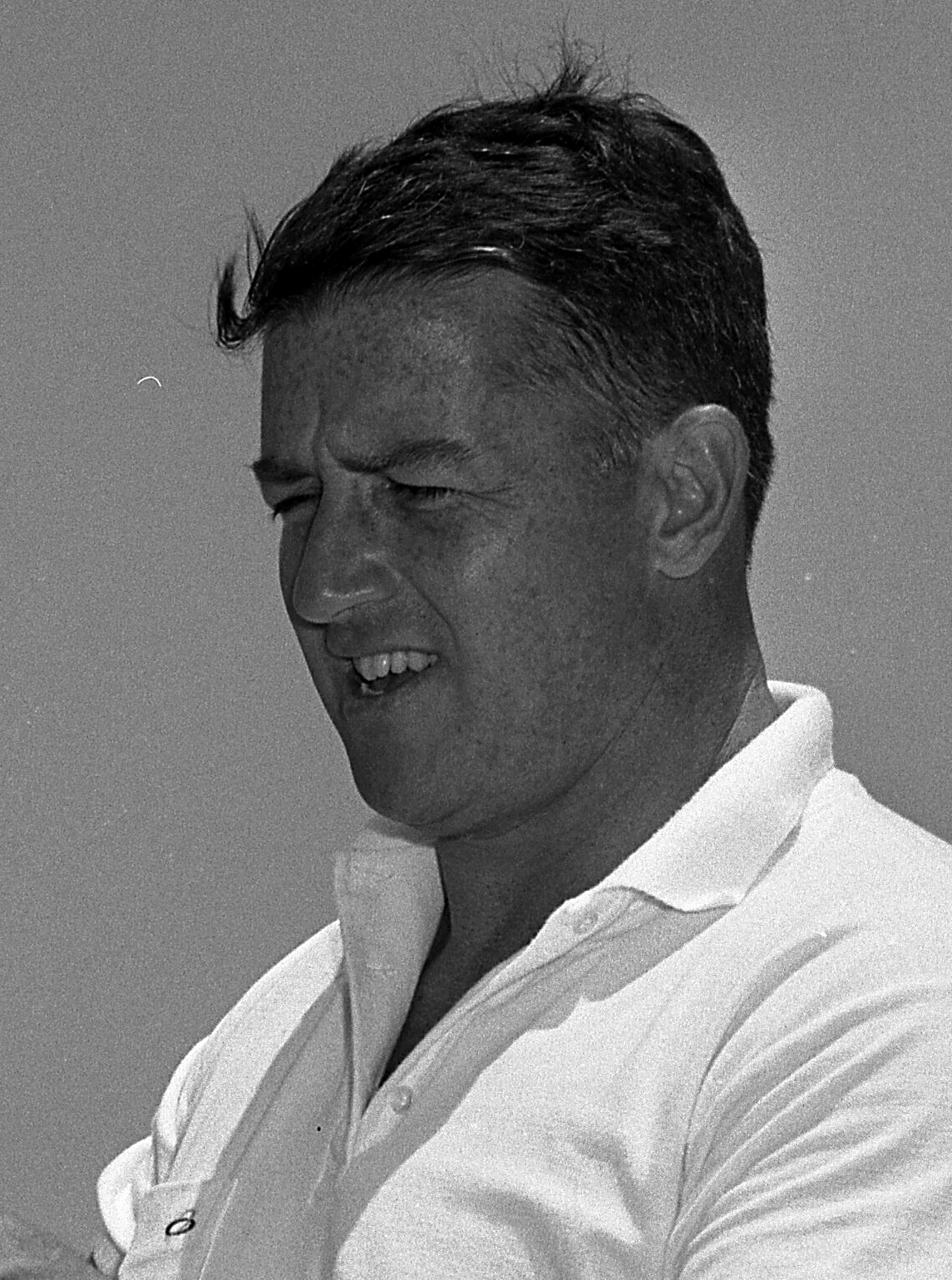
Hal Connolly (1964)

Harold Vincent „Hal“ Connolly (* 1. August 1931 in Somerville, Massachusetts; † 18. August 2010 in Catonsville, Baltimore County, Maryland) war ein US-amerikanischer Leichtathlet. Er gewann bei den Olympischen Spielen 1956 in Melbourne die Goldmedaille im Hammerwurf.

## Leben
Connolly wollte ursprünglich Boxer werden. Da jedoch sein linker Arm infolge mehrerer Brüche um neun Zentimeter verkürzt war, ließ sich dies nicht verwirklichen und er entschied sich für den Hammerwurf. Er nahm von 1956 bis 1968 an vier Olympischen Spielen teil, konnte aber nur 1956 eine Medaille erringen. Er gewann zwölf nationale Titel und verbesserte den Hammerwurf-Weltrekord sieben Mal. Am 12. August 1960 gelang es ihm als erster Hammerwerfer mit einer geworfenen Weite von 70,33 Metern die 70-Meter-Marke zu übertreffen.
Aufsehen erregte seine Hochzeit mit der tschechoslowakischen Diskuswerferin Olga Fikotová im Oktober 1957, die er bei den Olympischen Spielen 1956 kennengelernt hatte. Die Ehe wurde 1973 (anderen Quellen zufolge: 1975) geschieden. Hal Connolly heiratete später die Mittelstreckenläuferin und Fünfkämpferin Pat Daniels.

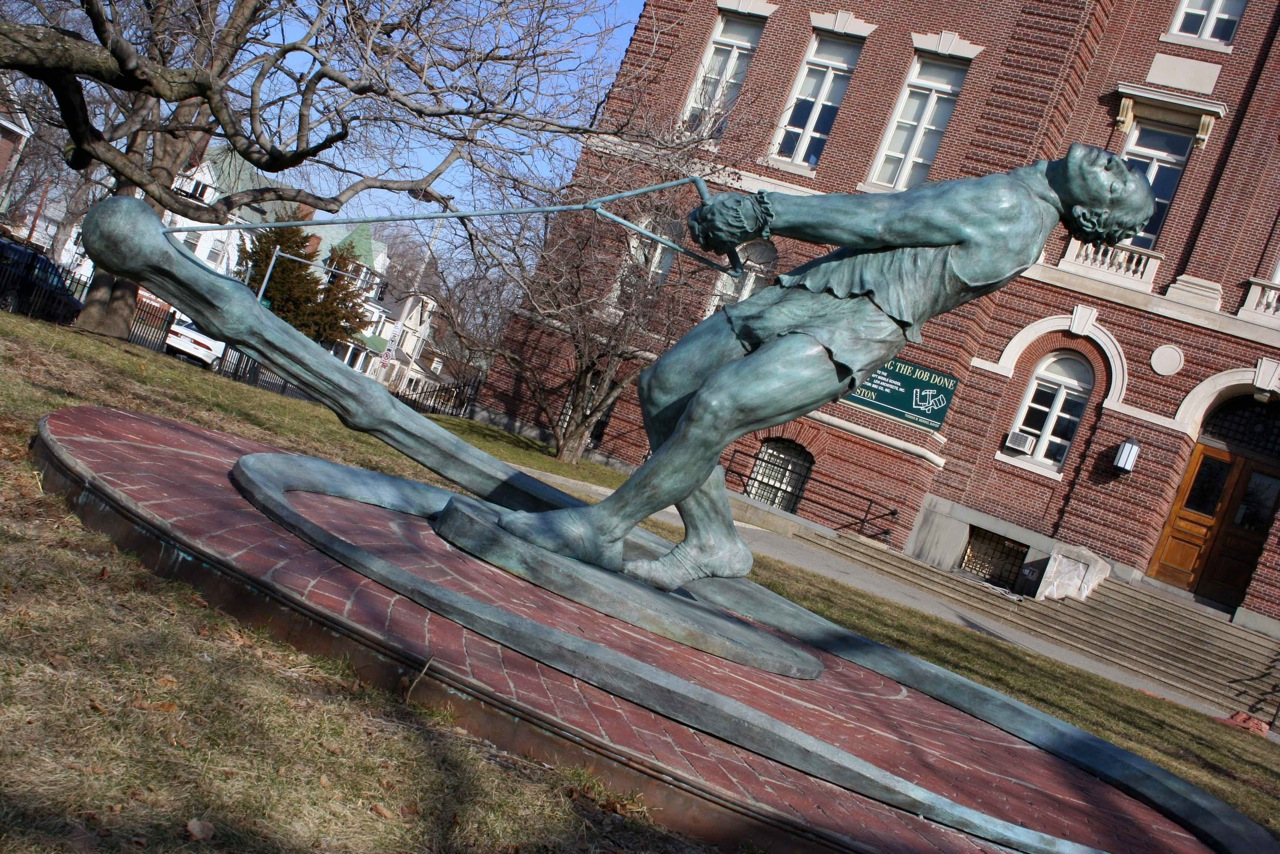
Hal-Connolly-Statue

Hal Connolly war 1,83 m groß und wog in seiner aktiven Zeit 106 kg. Nach seiner sportlichen Laufbahn war er als Lehrer tätig, außerdem arbeitete er für die Special Olympics und betrieb eine Hammerwurf-Website. 1999 gab er zu, während seiner aktiven Zeit gedopt zu haben. Im Jahr 2005 wurde vor seiner ehemaligen Schule eine Statue errichtet, die Connolly beim Hammerwurf zeigt. Außerdem wurde er in die National Track and Field Hall of Fame aufgenommen.

## Olympische Platzierungen
- 1956: Olympische Spiele Melbourne: Platz 1 (63,19 m)
- 1960: Olympische Spiele Rom: Platz 8 (63,59 m)
- 1964: Olympische Spiele Tokio: Platz 6 (66,65 m)
- 1968: Olympische Spiele Mexiko-Stadt: Platz 17 (65,00 m) in der Qualifikation